# Acanthocereus horridus
Acanthocereus horridus ist eine Pflanzenart in der Gattung Acanthocereus aus der Familie der Kakteengewächse (Cactaceae). Das Artepitheton horridus stammt aus dem Lateinischen, es bedeutet ‚borstig‘, ‚stachelig‘ oder ‚rau‘ und verweist auf die zahlreichen kräftigen Dornen der Art.

## Beschreibung
Acanthocereus horridus wächst strauchig mit dreikantigen und flügelartigen, dunkelgrünen, bis 10 Zentimeter dicken, halbaufrechten Trieben und ist reich verzweigt. Die Ränder der Triebe sind gewellt. Die großen Areolen stehen 2,5 bis 6 Zentimeter voneinander entfernt. Die 1 bis 2 kräftigen, bräunlichen Mitteldornen sind bis 5 Zentimeter lang und vergrauen im Alter. Es sind 1 bis 6 kräftige, bis 12 Millimeter lange, konische, braune oder schwarze Randdornen vorhanden, die später weiß werden.
Die Blüten haben eine Länge von bis 20 Zentimetern. Die aufreißenden, glänzend roten Früchte sind bis 3,5 Zentimeter lang und mit großen, weiß bewollten Areolen besetzt.

## Verbreitung und Systematik
Acanthocereus horridus ist in den mexikanischen Bundesstaaten Chiapas und Oaxaca sowie in  Guatemala und El Salvador verbreitet.
Die Erstbeschreibung wurde 1920 durch Nathaniel Lord Britton und Joseph Nelson Rose veröffentlicht.
In ihrer Synopsis der Tribus Hylocereeae von 2017 fassen Nadja Korotkova, Thomas Borsch und Salvador Arias die Art als Synonym von Acanthocereus tetragonus auf.

## Nachweise